# Маланкарська православна сирійська церква
Маланка́рська правосла́вна сирі́йська це́рква (МПСЦ; малаял. മലങ്കര ഓർത്തഡോക്സ് സുറിയാനി സഭ), також відома як І́ндійська правосла́вна це́рква — орієнтальна православна церква, що базується в штаті Керала, Індія. Церква обслуговує населення Св. Хоми (також відомі як насрані). За традицією, церква виникла в місіях апостола Хоми в I столітті.
Предстоятелем церкви є автокефальний католикос Сходу та Маланкарський митрополит, що стоїть на престолі Апостольського престолу. У ній використовується маланкарський обряд, індійська форма західносирійського літургійного обряду. Вона є членом Всесвітньої ради церков (ВРЦ). Маланкарська православна сирійська церква відновила повну автокефалію в 1912 році і залишається у спілкуванні з іншими п'ятьма орієнтальними православними церквами, включаючи Еритрейську православну церкву Тевехедо, Коптську православну церкву Александрії, Ефіопську православну церкву Тевахедо, Сирійську православну церкву Антіохії (і власну автономну філію якобитського католикосатету в Індії) та Вірменської апостольської церкви. Маланкарська православна сирійська церква розробила і офіційно прийняла конституцію в 1934 р., де церква офіційно оголосила Маланкарські митрополію та католикос єдиними.
Маланкарська православна сирійська церква дотримується міафізитизму, який стверджує, що в одній особі Ісуса Христа божественність і людство об'єднані в одній (μία, mia) природі (φύσις — «Physis») без розлуки, без плутанини, без змін і без змішування там, де Христос є суміжним з Богом Отцем. Близько 500 єпископів в Александрійському, Антіохійському та Єрусалимському патріархатах відмовились прийняти доктрину діофізитизму (двох натур), визначену 4-м вселенським собором, Халкідонським Собором в 451 році, інцидентом, що призвів до першого значного розколу в головному корпусі християнська церква. Хоча орієнтальні православні церкви відкинули халкедонське визначення, сучасні Католицька церква та Східна православна церква прийняли цей собор.
Згідно з переписом населення Керали 2011 року, вона, маючи 493 858 членів, стала третьою за величиною християнською церквою в штаті, після Сиро-Малабарської церкви (2 345 911) та Латинської церкви (932 733).

## Історія

### Рання історія
Як повідомляється, християни Святого Хоми з узбережжя Малабара спілкувались із Східною Церквою з 496 по 1599 рік. Вони отримали канцелярську підтримку від перських єпископів, які подорожували до Керали на торгових кораблях по пряному шляху. Протягом 16 століття зусилля португальського Падродео довести християн Святого Томи до католицизму латинського обряду призвели до першого з кількох розладів у громаді та створення фракцій Сиро-Малабарської та Маланкарської церков. Християни Святого Томи в даний час поділяються на кілька груп.
Вони були під керівництвом архідиякона (корінного церковного голови з духовно-тимчасовими повноваженнями, що походить від грецького arkhidiākonos). Християни Св. Томи були в спілкуванні зі Східною Церквою з центром у Персії, принаймні з 496 р. Корінна Церква Малабара (Маланкара) наслідувала віру і традиції Томи Апостола. Португальські єзуїти намагалися приєднати корінних християн до католицької церкви на синоді в Діампері 1599 року. Християни Св. Томи, які були проти римо-католицизму, прийняли присягу на хресті Кунан 3 січня 1653 р. Голландська Ост-Індійська компанія перемогла португальців за контроль над торгівлею спеціями Малабар у 1663 р. Єпископ Сирійської православної церкви Грегоріос Абдал Джаліл був свідком 1665 р. рукопокладення Томи на єпископа Томи I, який налагодив стосунки з сирійською церквою, яка заклала основу для прийняття західно-сирійської літургії та практики протягом наступних двох століть.

Графік розколів в Маланкарі

З IV століття індійська церква мала тісні стосунки з перською (східно-сирійською) церквою. Індіанці успадкували його східно-сирійський діалект для літургійного використання і поступово стали називатися сирійськими християнами. У шістнадцятому столітті до Керали приїжджали римо-католицькі місіонери. Вони намагалися латинізувати сирійських християн. Ті, хто зберіг східно-сирійський обряд та діофізитську христологію, становлять сучасну Сиро-Малабарську церкву та Халдейську Сирійську Церкву. Ті, хто прийняв західно-сирійські літургії та звичаї та віру міафізитів, перетворились на Маланкарську церкву, а собор був створений в 1912 році.

### XX століття
Гіварґезе Діонісій із Ваттассерила, який став митрополитом Маланкари в 1908 р., Зіграв значну роль з іншими священнослужителями та мирянами Маланкари у відновленні Католикосу Сходу в Індії в 1912 р. Маланкарська православна сирійська церква хотіла зберегти свою автокефалії та звернувся до сирійського православного патріарха Антіохійського Ігнатія Абдула Масіха II. 15 вересня 1912 року він висвятив Муріматтатіль Паулосе Іваніосом на посаду Базеліоса Паулози І, католикос Сходу, на апостольський престол.

### XXI століття
На сьогодні Малабарська Церква налічує близько 410 тисяч вірних, 8 єпископів та близько 400 парафій. Парафії Церкви є в США, Канаді та Німеччині. Малабарська Церква має 362 школи різних профілів та освітніх рівнів, 15 коледжів, 136 дитячих садків, 12 дитячих будинків та 13 будинків для людей похилого віку, 45 лікарень, різного роду майстерні. Малабарське монашество організоване в кілька орденів і згромаджень. Це Чин послідовників Христа, заснований Мар Іваніосом, який ще називають Вифанійські брати/сестри. Монастирі отримали статус Чину (Ордену) в 1966 році. Чин налічує 132 монахи, з них 122 священики, а Сестри послідовниці Христа налічують 835 монахинь. Іншою великою монашою спільнотою є Згромадження дочок Марії (засноване у 1938 році), яке налічує 973 сестри. В Малабарській Церкві несуть послух також францисканці-місіонери, ще існує монастир «Курисумалський Ашрам», заснований у 1958 році. Монастир живе за бенедиктинським уставом та провадить діалог із індуїзмом, а також християнізує його аскетичні практики.
У 2012 році було відзначено сторіччя з дня заснування Католикату.
3 липня 2017 року головним вердиктом Верховного суду Індії було визнано Конституцію Православної церкви Маланкари законною, чинною та застосовною до всіх парафій під контролем обох фракцій.

## Ієрархія, розподіл та вчення
Духовним главою церкви є Католикос Сходу, а тимчасовим головою — митрополит Маланкара. З 1934 року обидва титули присвоюються одній особі; офіційний титул глави церкви — «Католикос Сходу та Маланкарський митрополит». Павлозе II був інтронізований католикосом Сходу 1 листопада 2010 року в церкві Святих Петра і Павла, Парумала. Він 91-й католикос Сходу з роду Томи Апостола, восьмий після [уточнити термін] і 21-й Маланкарського митрополита.
Орієнтальні православні церкви, в тому числі Маланкарська православна сирійська церква, визнають лише перші три вселенські собори: Перший Нікейський Собор, Перший Константинопольський Собор і Ефеський Собор. Церква, як і всі інші східні православні церкви, використовує оригінальний Нікейський символ віри без застереження filioque. Як і Сирійська православна церква, вона в першу чергу використовує літургію святого Якова на малаялам, конкані, каннаді, гінді, англійську та ряд інших індійських мов.

## Літургія та канонічні години

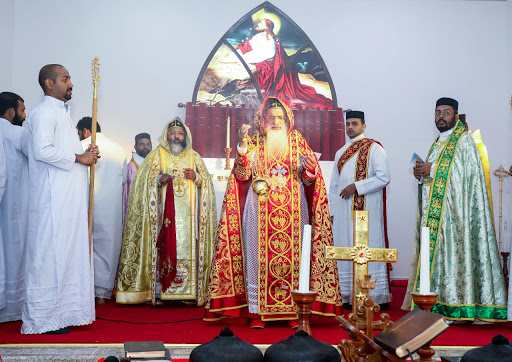
Євхаристія церкви.

Церква використовує обряд Маланкара, частину Антіохійського обряду, з XVII століття. Яковитська церква і Маронітська церква також належать до однієї літургійної сім'ї. У першій половині V століття Антіохійська церква прийняла Літургію святого Якова. У IV і V століттях богослужбовою мовою Єрусалиму та Антіохії IV і V століть була грецька, а оригінальна літургія складалася грецькою мовою.
Після Халкідонського собору в 451 р. Східна Церква була розділена на дві частини; одна група прийняла раду, а інша виступила проти. Обидві групи продовжували використовувати грецьку версію літургії святого Якова. Візантійський імператор Юстин (518—527) вигнав супротивників з Антіохії, і вони забрали біженців у сиракомовну Месопотамію на римсько-перському кордоні (сучасна східна Сирія, Ірак та південний схід Туреччини). Антіохійські літургійні обряди були поступово перекладені на сирійську мову та введені сирійські гімни.
Грегоріос Абдаль Джалеїл прибув до Маланкари з Єрусалиму в 1665 році і запровадив сирійські православні літургійні обряди. Найбільш вражаючою характеристикою Антіохійської літургії є велика кількість анафор (церемоній Євхаристії). Відомо близько вісімдесяти, а в Індії використовується близько десятка. Всі вони написані після Літургії святого Якова.
Християни Маланкарської православної сирійської церкви моляться про канонічні години шехімо за встановленою молитвою разів сім разів на день.

## Святі
Відповідно до інших східних та східних православних церков, Маланкарська церква дотримується традиції шукати заступництва святих. Кілька з них були канонізовані:
- Святитель Джеваргезе Мар Мар Грегоріос: Похований у церкві Святого Петра та Павла, Парумала, і канонізований Geevarghese II у 1947 році
- Базеліос Єлдо: Похований у церкві св. Томи, Котамангалам, і канонізований Геваргезе II у 1947 р.
- Святий Геваргезе Мар Діонісій з Ваттасеріла: Похований у православній духовній семінарії в Коттаямі та канонізований Метьюсом II у 2003 році
- Антоніо Франциско Ксав'є Альварес: Похований у православній церкві Св. Марії, Рібандар, і проголошений Паулозою II у 2015 році регіональним святим (офіційно не канонізований святим)
- О. Роке Зефрін Норона: Похований у православному соборі Святої Марії, Брахмавар, і оголошений Паулозою II у 2015 році регіональним святим (офіційно не канонізований святим)[27]

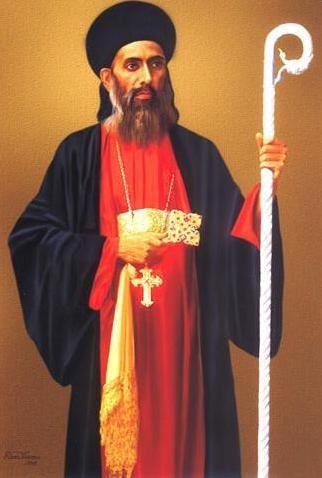
Святитель Джеваргезе Мар Мар Грегоріос
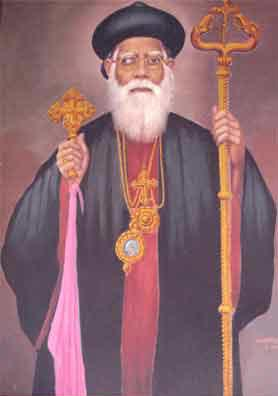
Святий Геваргезе Мар Діонісій з Ваттасеріла
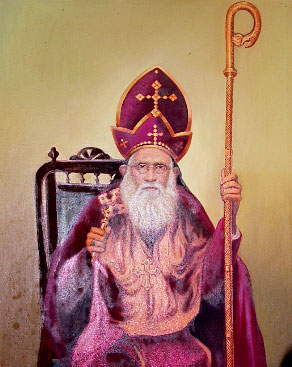
Антоніо Франциско Ксав'є Альварес

## Маланкарський митрополит
Тимчасове, церковне та духовне управління церквою покладено на митрополита Маланкари, відповідно до конституції церкви, прийнятої в 1934 році. Маланкарський митрополит є президентом Сирійської християнської асоціації Маланкари (Асоціація Маланкара) та її керуючим комітетом та довіреною особою. майна громади. Його обирає асоціація.

### Маланкарський митрополит
1. Тома I[en] (1653—1670)[28]
2. Тома II[en] (1670—1686)
3. Тома III[en] (1686—1688)
4. Тома IV[en] (1688—1728)
5. Тома V[en] (1728—1765)
6. Тома VI[en] (1765—1808)
7. Тома VII[en] (1808—1809)
8. Тома VIII[en] (1809—1816)
9. Тома IX[en] (1816)
10. Діонісій II[en] (1816)
11. Діоносій III[en] (1817—1825)
12. Діоносій IV[en] (1825—1852)
13. Матвій Атанасій[en] (1852—1877)
14. Діоносій V[en] (1865—1909)[29]
15. Діоносій VI[en] (1909—1934)[30]
16. Ґеваргезе II[en] (1934—1964)[31] з 1934 року Маланкарський митрополит також займає посаду Католикоса Сходу Маланкарської православної сирійської церкви.
17. Ауґен І[en] (1964—1975), також Католикос Сходу
18. Матвій I[en] (1975—1991), також Католикос Сходу
19. Матвій II[en] (1991—2005),[32] також Католикос Сходу
20. Дідім I[en] (2005—2010), також Католикос Сходу
21. Паулосе II[en] (2010-2021),[33] також Католикос Сходу
22. Матвій III[en] (2021-сьогодні) [34]

## Католикат
«Католикос» означає «генеральний голова» і може вважатися рівнозначним «універсальному єпископу». Рання церква мала три священичі чини: episcopos (єпископ), священик і диякон. До кінця III століття єпископи важливих міст Римської імперії стали називатися митрополитами. Вселенські собори IV століття визнавали владу митрополита. До п'ятого століття єпископи Риму, Константинополя, Александрії та Антіохії отримали контроль над церквами в навколишніх містах. Вони поступово стали главами регіональних церков і були відомі як патріархи (загальний батько). За межами Римської імперії патріархи були відомі як католикоси. [потрібне цитування] До п'ятого століття існували чотири собори: Католикат Сходу, Собор Вірменії, Собор Грузії та Собор Албанії. У православній традиції будь-яка апостольська та автономна національна церква (яку часто називають місцевою церквою) може називати свого голову католикосом, папою або патріархом. Архидиякони царювали з IV по XVI століття; у 1653 р. архидиякон був піднесений громадою до єпископа як Тома I.
Католикат Сходу був переселений в Індію в 1912 році, а Базеліос Паулоза I сидів на апостольському престолі св. Томи як католикос Сходу. Штаб-квартирою Маланкарської православної сирійської церкви та Католикосу на Сході є палац Католикат в Девалокамі, Коттаям, штат Керала, який був освячений 31 грудня 1951 року. Новий палац, побудований в 1961 році, був присвячений відвідуванням вірменської Католикос Вазген I. Мощі св. Томи зберігаються в соборній каплиці, і там поховані Геваргезе II, Авген І та Матвій І.

### Список католикосів Сходу в Маланкарській церкві
Список східних католикосів церкви Маланкари:
- Базеліос Паулоза I[en] (1912—1914)
  - Вакантний (1914—1925)
- Базеліос Геваргезе I[en] (1925—1928)
- Моран Мор Базеліос Геваргезе II[en] (1929—1964)
  - З 1934 року Католикос також займає посаду митрополита Маланкари.
- Моран Мор Базеліос Ауґен І[en] (1964—1975)

## Адміністрація
До XVII століття церквою керували архидиякон) та перські єпископи зі Східної Церкви. Обраний архідиякон керував повсякденними справами, включаючи висвячення дияконів у священство. Висвячення виконували перські єпископи, які відвідували Індію. Маланкарський Паллійогам (попередник Асоціації Маланкара) складався з обраних представників окремих парафій. Ізоляція церкви Маланкари від решти християнського світу зберегла демократичний характер апостольської епохи завдяки взаємодії з португальськими (римо-католицькими) та британськими (англіканськими) колонізаторами. З 17 по 20 століття церква мала п'ять опор:
- Єпископський Синод, який очолює Католикос Сходу
- Асоціація Маланкара під головуванням Маланкарського митрополита
- Троє опікунів: митрополит і священик та миряни
- Управлінський та робочий комітети Асоціації Маланкара[38][39]

### Конституція церкви 1934 року
За задумом Діонісія VI загальна та повсякденна адміністрація церкви була кодифікована в її конституції 1934 року. Конституція була представлена на засіданні Християнської асоціації Маланкара 26 грудня 1934 р. У семінарії М. Д., прийнята. До неї тричі вносились поправки. Незважаючи на те, що конституцію оскаржували в суді прихильники дисидентів Антіохійського патріарха, рішення Верховного суду в 1958, 1995, 2017 і 2018 роках підтвердили її дію.
Перша стаття конституції підкреслює зв'язок між Сирійською православною церквою та Маланкарською церквою, визначаючи їх як побратими та зазначаючи, що Маланкарська православна сирійська церква є підрозділом Сирійської православної церкви, головним предстоятелем якої є якобітський патріарх Антіохійський. Друга стаття окреслює основу церкви та визначає її предстоятеля католикосом. У третій статті йдеться про назву церкви, а в четвертій — про їхні вірувальні традиції. П'ята стаття досліджує канонічний закон, що регулює церковне управління.

### Асоціація Маланкара
Обрана Маланкарська асоціація, що складається з членів парафії, керує релігійними та соціальними проблемами церкви. Раніше Маланка Паллі-йогам (മലങ്കര പള്ളി യോഗം; Маланкарська Парафіяльна Асамблея, сучасна форма якої, як вважається, була заснована в 1873 році як Синод Мулантуруті, збір представників парафії в Парумалі. У 1876 році розпочалася Асоціація Маланкари.
Церковна конституція окреслює повноваження та відповідальність асоціації. Католикос Сходу і Маланкарський митрополит є президентом, а єпархіальні єпископи є віце-президентами. Всі посади обираються. Кожна парафія представлена в асоціації обраним священиком та мирянами, пропорційно чисельности членів парафії.

### Дієцезії
1. Тіруванантапурамська єпархія
2. Коламська єпархія
3. Коттараккара Пуналурська єпархія
4. Аорд Кадампанадська єпархія
5. Єпархія Тумпамон
6. Нілакальська єпархія
7. Мавелікарська єпархія
8. Ченганнурська єпархія
9. Ніранамська єпархія
10. Коттаямська єпархія
11. Центральна єпархія Коттаям
12. Ідуккі єпархія
13. Західна єпархія Канданад
14. Східна єпархія Канданад
15. Кочинська єпархія
16. Ангамалійська єпархія
17. Тріссурська єпархія
18. Єпархія Куннамкулам
19. Малабарська єпархія
20. Єпархія Султан Батері
21. Брахмаварська єпархія
22. Бангалорська єпархія
23. Мадраська єпархія
24. Бомбейська єпархія
25. Ахмедабадська єпархія
26. Делійська єпархія
27. Калькутська єпархія
28. Єпархія Великої Британії, Європи та Африки
29. Єпархія Північно-Східної Америки
30. Єпархія Південно-Західної Америки[44]

## Митрополичі єпископи
Єпископський синод церкви має таких єпархіальних єпископів:
- Паулоза II (Католикос Сходу та митрополит Маланкари), Коттаям Центральний, Куннамкулам
- Томас Мар Афанасій — Канданад Схід
- Юханон Мар Мелетіус — Тріссур
- Куріакосе Кліміс — Тумбамон
- Захарія Мар Антоніос — Коллам
- Ґеваргезе Мор Коорілос — Бомбей
- Захарія Мар Ніколовос — Північно-Східна Америка
- Матвій Мар Северіос — Канданад Вест
- Яків Мар Іреней — Кочі
- Гавриїл Мар Грегоріос — Тривандрум
- Юханон Мар Хрисостомос — Ніранам
- Юханон Мар Полікарпос — Анкамалі
- Матвій Мар Теодосій — Ідуккі
- Йосип Мар Діонісій — Калькутта
- Авраам Мар Епіфаній — Султан Бетері
- Матвій Мар Тімотіос — Велика Британія, Європа, Африка
- Олексій Мар Євсевій — Мавелікара
- Юханон Мар Діоскорос — Мадрас, Коттаям
- Юханон Мар Димитріос — Делі
- Юханон Мар Теводорос — Коттаракара — Пуналур
- Якоб Мар Еліас — Брахмавар
- Джошуа Мар Нікодімос — Нілакал
- Захарія Мар Апрем — На відкритому повітрі — Кадампанаду
- Ґеваргезе Мар Юлиус — Ахмедабад, Куннамкулам
- Авраам Мар Серафим — Бангалор

## Духовні організації
Церква має ряд духовних організацій:
- Асоціація православних сирійських недільних шкіл Сходу (OSSAE)[46]
- Рух православної християнської молоді (OCYM)
- Студентський православний християнський рух Мар Грегоріос (MGOCSM)[47]
- Дів'ябодганам(Теологічна освітня програма для мирян)
- Св. Павла і Святого Томи Сувішеша Сангам (Національна асоціація досліджень місій)
- Православна Сабха Гаяка Сангхам
- Маланкарська православна асоціація Баскійома
- Слуги Хреста
- Акхіла Маланкара Асоціація молитовних груп
- Ахіла Маланкара, православний Шусрушака Сангхам (AMOSS)
- Правління та Товариство місій
- Міністерство розширення прав людини
- Ахіла Маланкара Баласамаджам
- Св. Тома Православний Вайдіка Сангом
- Март Маріам Ваніта Самаджам (жіноче крило)
- Екологічна комісія
- Благодійний трест Ardra[48]

## Семінарії
Дві семінарії, які пропонують ступінь бакалавра та магістра в галузі богослов'я, — це Православна духовна семінарія, Коттаям та Православна духовна семінарія св. Томи, Нагпур.

## Екуменічні відносини
Церква була членом-засновником Світової ради церков. Католикос Геваргезе II та інші митрополити брали участь у конференції 1937 року про віру і порядок в Единбурзі; церковна делегація брала участь у засіданні ВКЦ 1948 р. в Амстердамі в 1948 р., і церква зіграла свою роль у конференції ВКЦ 1961 р. в Нью-Делі. Митрополит Паулос Грегоріос був президентом ВРЦ з 1983 по 1991 рік.
Церква брала участь у конференції східних православних церков 1965 року в Аддис-Абебі. Вона є членом Комісії з питань віри і порядку, Християнської конференції Азії та Глобального християнського форуму. Відвідали ряд приматів церков-побратимів, зокрема патріарх Румунський Юстініан у лютому 1957 р. Та в січні 1969 р.; Католикос усіх вірмен Вазген I у грудні 1963 р.; Вірменський патріарх Єрусалимський Дердеріан у грудні 1972 р.; Патріарх Московський Пімен І у січні 1977 р.; Католикос-Патріарх всієї Грузії Ілія II у вересні 1982 р.; Архиєпископ Кентерберійський Роберт Рунсі в 1986 р., Патріарх Теоктист Арапану з Румунії в 1989 р.; Вселенський патріарх Константинополя Вартоломій I у листопаді 2000 р.; Митрополит (згодом патріарх) Кирило Російської православної церкви в грудні 2006 року; Католикос усіх вірмен Карекін II у листопаді 2008 р., Патріарх Етіопії Абуне Паулос у грудні 2008 р.; вірменський католикос з Кілікії Арам І Кешішян у лютому 2010 року та патріарх Ефіопії Абуне Матіас у листопаді 2016 року.

### Орден Святого Томи
Орден Святого Томи, найвища нагорода церкви, вручається главам держав та церков католикосом Сходу та митрополитом Маланкари. Серед одержувачів — Вартоломій І Константинопольський, Патріарх і Католикос усіх вірмен Карекін II, Патріарх Ефіопії Абуне Паулос, Вірменський Католикос Кілікії Арам І, Патріарх Ефіопії Абун Матіас.